# Narsdorf
Narsdorf è un centro abitato della Germania, frazione della città di Geithain.

## Storia
Già comune autonomo, divenne parte della città di Geithain il 1º luglio 2017.